# Zámek Wysoka
Zámek Wysoka, polsky Pałac w Wysokiej nebo Pałac Wysoka a německy Das Schloss Waissak, je památkově chráněný zámek ve vesnici Wysoka ve gmině Branice v okrese Hlubčice v Opolském vojvodství v jižním Polsku. 
Geograficky se nachází v pohoří Opavská pahorkatina v Horním Slezsku.

## Historie a popis stavby
Zámek Wysoka je dvoupatrová obdélníková budova s valbovou střechou, která byla postavena v roce 1749 Karolem Traugotem Skrbenským. V roce 1850 byl přestavěn do barokního stylu a na konci 20. století zcela zdevastován. 
Od roku 1966 je hrad památkově chráněn. Od roku 2010 probíhá rekonstrukce a budova je využívána převážně ke společenským událostem a recepcím. U zámku je lipová alej z 19. století a zámecký park.

## Další informace
Zámek není veřejnosti volně přístupný.

## Galerie

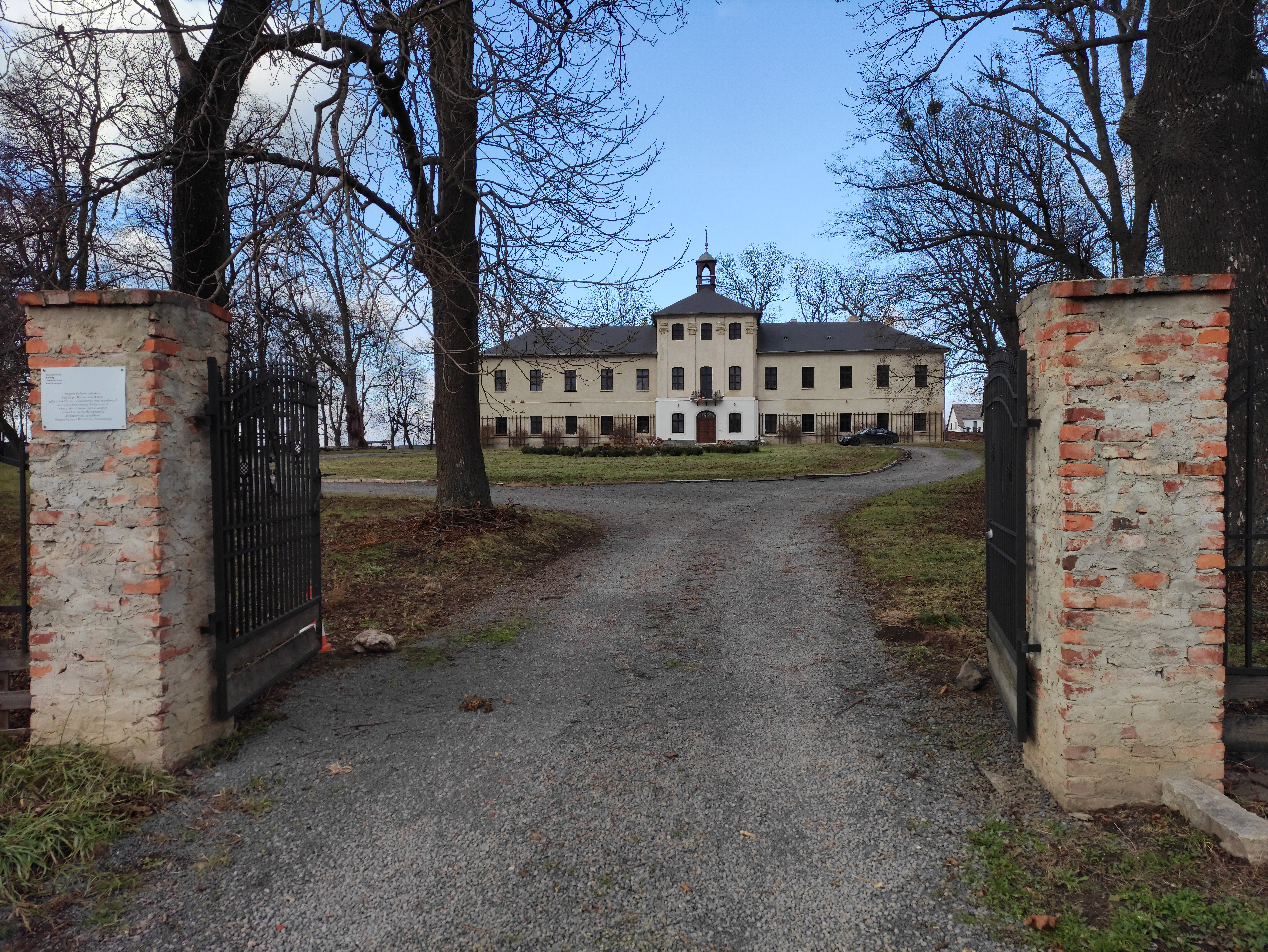
Hlavní vjezd do areálu (prosinec 2021)
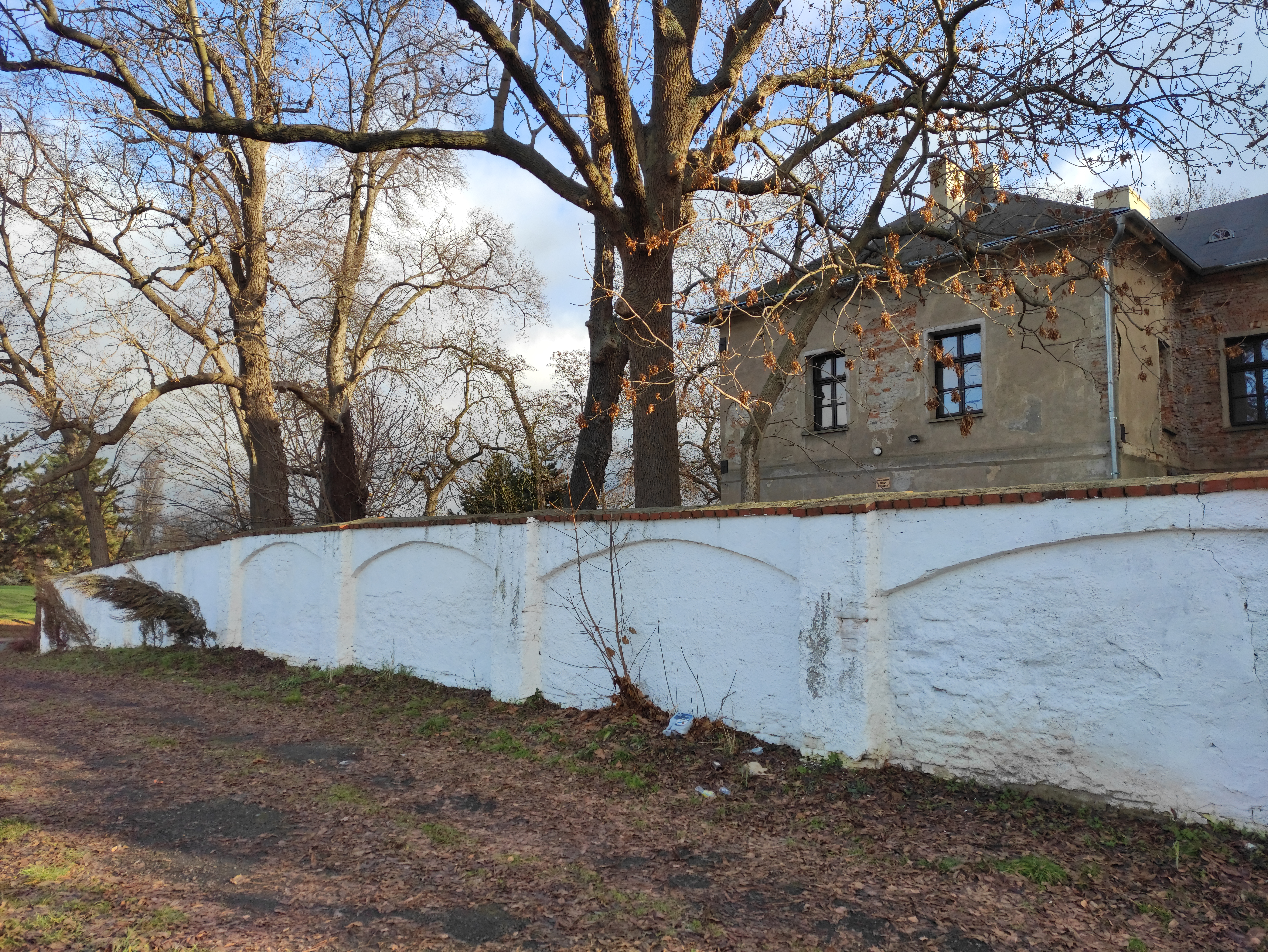
Boční pohled na zámek (prosinec 2021)
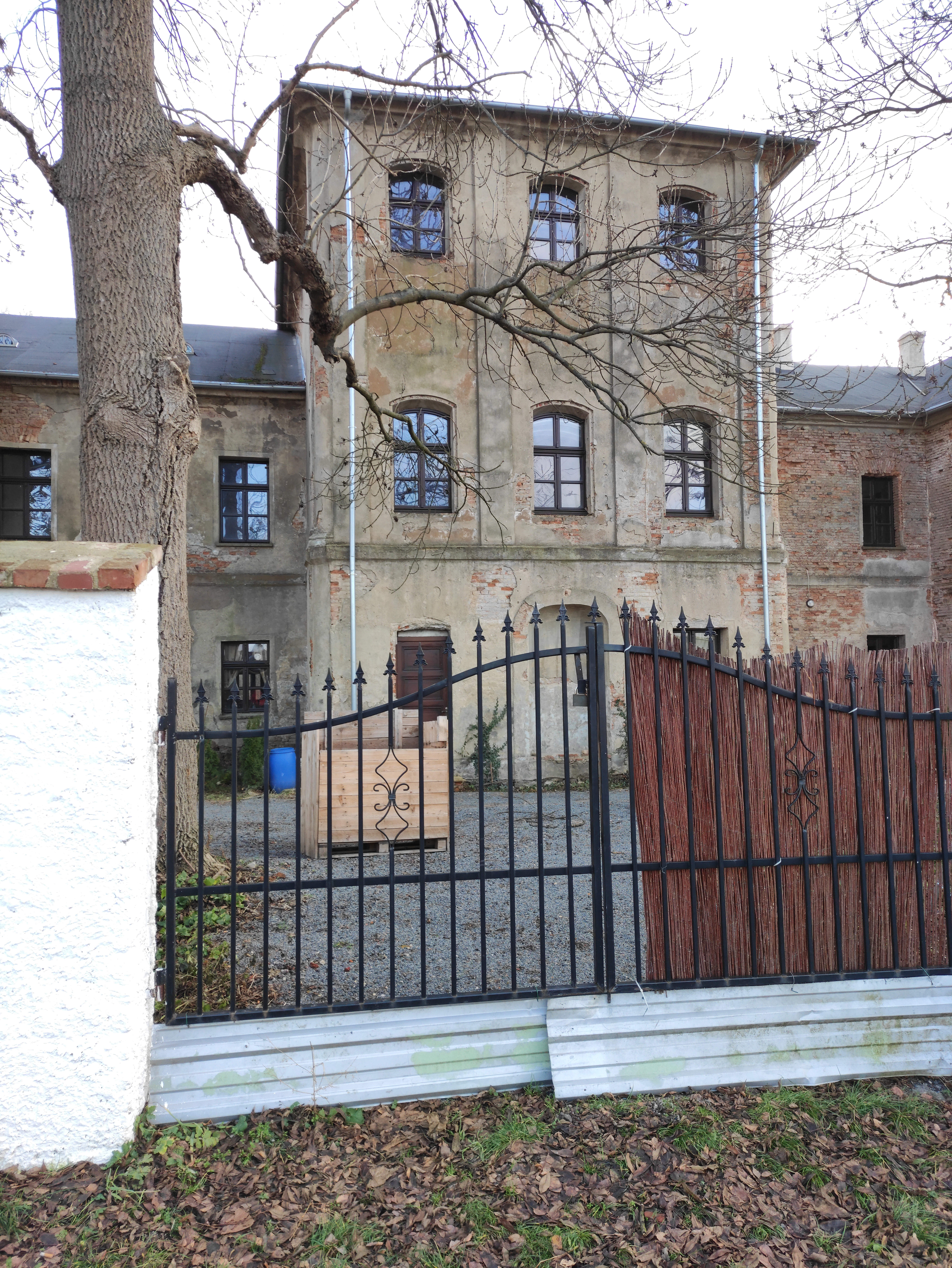
Boční vjezd do areálu (prosinec 2021)